# Víctor Andrés Belaúnde

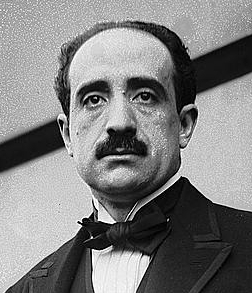
Víctor Andrés Belaúnde (1920)

Víctor Andrés Belaúnde (Diez Canseco) (* 15. Dezember 1883 in Arequipa, Peru; † 14. Dezember 1966 in New York City) war ein peruanischer Diplomat, Schriftsteller und Historiker. Er saß 1959/60 der Generalversammlung der Vereinten Nationen als Präsident vor. 

## Leben
Er wurde als Sohn des peruanischen Finanzministers Mariano A. Belaúnde in eine politisch äußert einflussreiche Familie geboren. Sein Bruder Rafael Belaúnde Diez Canseco war 1945/46 Premierminister Perus, dessen Sohn Fernando Belaúnde Terry zweimal peruanischer Präsident (1963–1968 und 1980–1985).
Belaúnde schloss Studien an der Universidad Nacional de San Agustín de Arequipa in Arequipa und in Lima der Rechtswissenschaften (1903), Literatur (1911) und Politikwissenschaften (1908) erfolgreich ab.
Schon während seines Studiums arbeitete er im Archiv des Außenministeriums Perus, nach seinem Abschluss in den Rechts- und Politikwissenschaften auch als Dozent an der Universität von San Marcos. Bis 1918 war er mehrfach als Diplomat an die Vertretungen seines Landes in Spanien, Deutschland und Argentinien gesandt. Der Abstand des Exils schärfte seinen Blick auf seine Herkunftskultur, die er in seinem programmatischen Buch Peruanidad vorstellte, das 1942 erstmals erschien und als eines seiner Hauptwerke auch nach seinem Tod noch mehrfach aufgelegt wurde.
Von 1921 bis 1930 befand er sich in den Vereinigten Staaten im politischen Exil, während dieser Zeit lehrte er an verschiedenen Universitäten, so an der Columbia University, in Miami, Chicago und New York Hispano-Amerikanische Kultur. 
Nach seiner Rückkehr nach Peru wurde er wieder in den diplomatischen Dienst aufgenommen; er wurde als Konsul nach Kolumbien und in die Schweiz entsandt und leitete die peruanische Delegation bei der Konferenz von San Francisco 1945, die zur Gründung der Vereinten Nationen führte. Dabei unterzeichnete Belaúnde für Peru die Charta der Vereinten Nationen.
Im September 1959 wurde er zum Präsidenten der UN-Generalversammlung gewählt; er leitete die 14. reguläre und die vierte Notsitzung.
Kurz vor seinem Tod wurde er schließlich 1965 Rektor der Pontificia Universidad Católica del Perú.

## Mitgliedschaft
1944 wurde Belaúnde in die American Academy of Arts and Sciences gewählt.

## Werke
- La filosofía del Derecho y el método positivo (1904)
- El Perú antiguo y los métodos sociológicos (1908)
- Ensayos de psicología nacional (1912)
- La crisis presente (1914)
- Meditaciones peruanas (1917)
- La realidad nacional (1931)
- El Cristo de la Fe y los Cristos literarios (1936)
- Peruanidad (1942)
- La síntesis viviente (1950)
- Inquietud, serenidad, plenitud (1951)
- El planteamiento del problema nacional (1962)
- Veinte años de Naciones Unidas (1966)